# Teorema della scatola di flusso
In matematica e in particolare in analisi matematica, il teorema della scatola di flusso è un risultato fondamentale nella teoria dei campi vettoriali ed è di particolare interesse nella teoria dei sistemi dinamici. Tale teorema asserisce che preso un campo vettoriale differenziabile e un qualsiasi punto non singolare del campo, in un intorno sufficientemente piccolo del punto il campo è diffeomorfo a un campo costante.

## Teorema

### Premesse
Sia {\displaystyle {\mathcal {D}}} un dominio aperto di {\displaystyle \mathbb {R} ^{n}} e, detto {\displaystyle k\geq 1} un intero, sia {\displaystyle v\in C^{k}({\mathcal {D}},\mathbb {R} ^{n})} un campo vettoriale di classe {\displaystyle C^{k}} da {\displaystyle {\mathcal {D}}} a {\displaystyle \mathbb {R} ^{n}.}
Un punto {\displaystyle x\in {\mathcal {D}}} è singolare per il campo {\displaystyle v} se {\displaystyle v(x)=0.}
Se {\displaystyle \phi \colon U\subset {\mathcal {D}}\to \mathbb {R} ^{n}} è un {\displaystyle C^{k+1}}-diffeomorfismo, allora il risultato dell'azione di {\displaystyle \phi } su {\displaystyle v,} detto push-forward di {\displaystyle v} tramite {\displaystyle \phi ,} è un campo vettoriale {\displaystyle \phi _{*}v\colon \phi (U)\to \mathbb {R} ^{n}} di classe {\displaystyle C^{k}} così definito {\displaystyle \phi _{*}v(y)=d\phi _{\phi ^{-1}(y)}v(\phi ^{-1}(y))}, dove {\displaystyle d\phi } è il differenziale di {\displaystyle \phi .} In questo contesto si dice che il campo {\displaystyle v} è diffeomorfo al campo {\displaystyle \phi _{*}v} tramite {\displaystyle \phi .}

### Enunciato
Sia {\displaystyle v\in C^{k}({\mathcal {D}},\mathbb {R} ^{n})} con {\displaystyle {\mathcal {D}}} un dominio aperto di {\displaystyle \mathbb {R} ^{n}} e {\displaystyle k\geq 1} un intero, e sia {\displaystyle {\bar {x}}\in {\mathcal {D}}} un punto non singolare per {\displaystyle v}. Allora esiste un intorno {\displaystyle U\subset {\mathcal {D}}} di {\displaystyle {\bar {x}}} e un diffeomorfismo {\displaystyle \phi \colon U\to \phi (U)} tale che il campo {\displaystyle v} è diffeomorfo tramite {\displaystyle \phi } al campo costantemente uguale a {\displaystyle e_{1}=(1,0,\ldots ,0).}

## Dimostrazione
Sia {\displaystyle H} un iperpiano (cioè {\displaystyle \dim H=n-1}) passante per {\displaystyle {\bar {x}}} e trasversale a {\displaystyle v({\bar {x}}).} A meno di una trasformazione lineare affine si può supporre che {\displaystyle {\bar {x}}=0,} che {\displaystyle v(0)=\Vert v(0)\Vert e_{1}} e che {\displaystyle H=\{x\in \mathbb {R} ^{n}:x\cdot e_{1}=0\}.}
Per il teorema di Cauchy esiste un intorno {\displaystyle V} di {\displaystyle {\bar {x}}=0}, un intorno {\displaystyle I} di zero e una funzione {\displaystyle \psi ^{t}\colon I\times V\to {\mathcal {\mathcal {D}}}} di classe {\displaystyle C^{k+1}}, unica soluzione in {\displaystyle I\times V} dell'equazione
{\displaystyle {\begin{cases}x'=v(x)\\x(0)=z,\end{cases}}}
dove {\displaystyle z} è un qualsiasi punto di {\displaystyle V} e {\displaystyle \psi ^{t}(z)} è l'evoluzione al tempo {\displaystyle t} della soluzione con punto iniziale {\displaystyle z}. Allora, identificando {\displaystyle H} con {\displaystyle \mathbb {R} ^{n-1}} si pone {\displaystyle S:=V\cap H} ed è ben definita la funzione {\displaystyle \phi \colon I\times S\to {\mathcal {\mathcal {D}}},} {\displaystyle \phi (y)=\psi ^{t}(\xi )}, avendo usato la notazione {\displaystyle y=(t,\xi )}, con {\displaystyle t\in I} e {\displaystyle \xi =(\xi _{2},\dots ,\xi _{n})\in S\subset \mathbb {R} ^{n-1}.}
La matrice jacobiana di {\displaystyle \phi } in 0 è uguale a 
{\displaystyle J\phi (0)={\begin{pmatrix}{\displaystyle \Vert v(0)\Vert }&{\textbf {0}}\\{\textbf {0}}&I_{n-1}\end{pmatrix}},}
dove {\displaystyle I_{n-1}} è la matrice identità e {\displaystyle {\textbf {0}}} è la matrice nulla. Quindi, per il teorema della funzione inversa, esiste un intorno dell'origine, {\displaystyle W\subset I\times S}, tale che {\displaystyle \phi \colon W\to \phi (W)\subset {\mathcal {D}}} è un {\displaystyle C^{k}}-diffeomorfismo. Infine, per ogni {\displaystyle x\in \phi (W)}, detto {\displaystyle y=\phi ^{-1}(x),} si ha
{\displaystyle \phi _{*}e_{1}(x)=d\phi _{y}(e_{1})={\frac {\partial \phi }{\partial y_{1}}}(y)={\frac {\partial \psi ^{t}}{\partial t}}(\xi )=v(\psi ^{t}(\xi ))=v(\phi (y))=v(x).}
Prendendo la prima e l'ultima espressione di questa catena di uguaglianze e applicando {\displaystyle (\phi _{*})^{-1}} a entrambe si ottiene {\displaystyle (\phi _{*})^{-1}v(x)=e_{1}}. Ricordando che il push-forward commuta con l'inversione, {\displaystyle (\phi _{*})^{-1}=(\phi ^{-1})_{*},} si ha che {\displaystyle U=\phi (W)} e quindi il diffeomorfismo cercato è {\displaystyle \phi ^{-1}.}

## Corollario
Sia {\displaystyle v\in C^{k}({\mathcal {D}},\mathbb {R} ^{n}),} con {\displaystyle {\mathcal {D}}} un dominio aperto di {\displaystyle \mathbb {R} ^{n}} e {\displaystyle k\geq 1} un intero, e sia {\displaystyle {\bar {x}}\in {\mathcal {D}}} un punto non singolare per {\displaystyle v}. Allora esiste un intorno {\displaystyle U\subset {\mathcal {D}}} di {\displaystyle {\bar {x}}} e un diffomorfismo {\displaystyle \phi \colon U\to \phi (U)} che trasforma le soluzioni di {\displaystyle x'=v(x)} in {\displaystyle U} nelle soluzioni di {\displaystyle x'=e_{1}} in un opportuno intorno dell'origine. Le soluzioni della seconda equazione sono rette parallele a {\displaystyle e_{1}.}